# Joseph Khawam
Joseph Khawam BA (* 14. April 1968 in Aleppo, Syrien) ist ein syrischer Ordensgeistlicher und melkitisch griechisch-katholischer Exarch von Venezuela.

## Leben
Joseph Khawam trat 1987 der Ordensgemeinschaft der Basilianer von Aleppo bei und studierte Philosophie und Katholische Theologie am Päpstlichen Athenaeum Sant’Anselmo in Rom. Er legte am 5. August 1995 die ewige Profess ab und empfing am 16. Dezember desselben Jahres das Sakrament der Priesterweihe.
Nach der Priesterweihe war Joseph Khawam Regens des Kleinen Seminars der Basilianer von Aleppo, Pfarrer in Kib-Elias sowie Rektor der Kirche Notre-Dame-de-Zahlé. Zudem war er Sekretär des Priesterrats der Erzeparchie Zahlé und Furzol und Mitglied des Komitees für Berufungspastoral. 2007 wurde Khawam Superior des Konvents seiner Ordensgemeinschaft in Sarba und 2011 des Konvents in Bmakine. Zudem war Joseph Khawam von 2011 bis 2015 Generalassistent der Basilianer von Aleppo.
Am 20. Dezember 2019 ernannte ihn Papst Franziskus zum Titularbischof von Apamea in Syria dei Greco-Melkiti und zum melkitisch griechisch-katholischen Exarchen von Venezuela sowie zum Apostolischen Administrator der Eparchie Nuestra Señora del Paraíso en México. Der melkitisch griechisch-katholische Patriarch von Antiochien, Joseph Absi SMSP, spendete ihm am 7. März 2020 in der Basilika St. Paul in Harissa die Bischofsweihe; Mitkonsekratoren waren der melkitisch griechisch-katholische Erzbischof von Beirut und Jbeil, Georges Bacaouni, und der emeritierte melkitisch griechisch-katholische Exarch von Venezuela, Georges Kahhalé Zouhaïraty BA. Die Amtseinführung erfolgte am 21. März 2021.